# Kosteletzkya depressa
Kosteletzkya depressa är en malvaväxtart som först beskrevs av Carl von Linné, och fick sitt nu gällande namn av O.J. Blanchard, P.A. Fryxell och D.M. Bates. Kosteletzkya depressa ingår i släktet Kosteletzkya och familjen malvaväxter. Inga underarter finns listade i Catalogue of Life.